# 比安基尼陨击坑
比安基尼陨击坑是火星陶玛西亚区的一座撞击坑，其中心坐标位于南纬64.2度、西经95.4度，直径71公里，它的名称取自意大利天文学家弗朗西斯科·比安基尼，1973年，被国际天文学联合会行星系统命名工作组正式予以接受.

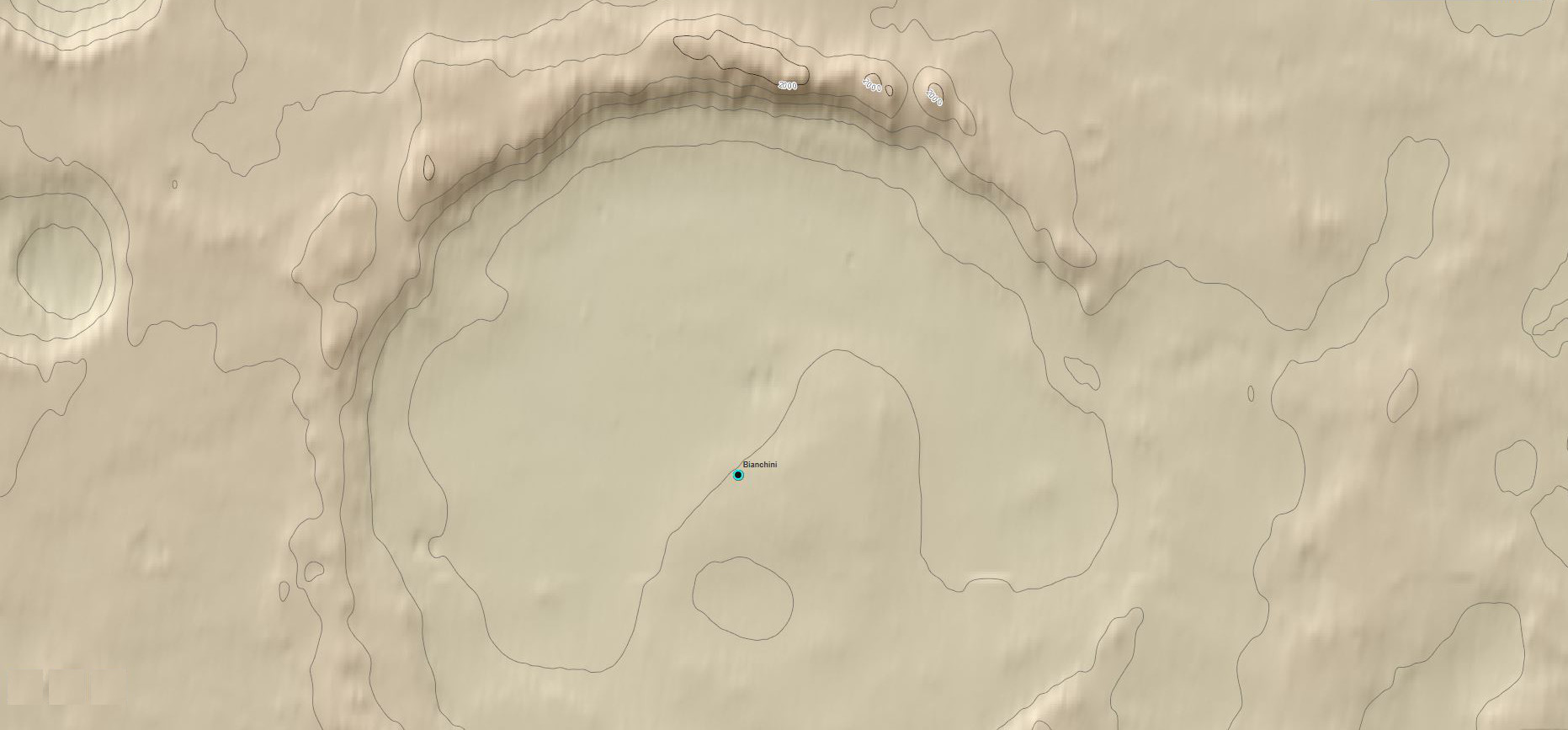
显示陨石坑北部的地形图。

## 另请查看
- 火星撞击坑